# فدوى خالد
فدوى عبد الله عبد المحسن خالد (من مواليد 27 يناير 2005) هي لاعبة كرة قدم سعودي تلعب كمهاجمة لفريق الدوري السعودي للسيدات النادي الأهلي ومنتخب المملكة العربية السعودية.

## المسيرة الكروية
انضمت فدوى إلى النادي الأهلي منذ تأسيسه لكن أداءها تحسن مع نهاية موسم 2023-24 وموسم 2024-25. وبحلول الجولة الحادية عشرة، سجلت 5 أهداف، بما في ذلك هدف حصل على جائزة هدف الأسبوع في الأسبوع الثامن.

## المسيرة الدولية
في فبراير 2023، تلقت فدوى أول استدعاء لها للانضمام إلى المنتخب الوطني الأول من قبل المدربة روزا لابي سيبالا لمواجهة إندونيسيا في مباريات ودية. ولم تظهر لأول مرة مع الفريق إلا في سبتمبر/أيلول 2023. دخلت كبديلة لفاطمة منصور في الدقيقة 63 ضد بوتان.
في مارس 2024، تم استدعاؤها من قبل مدربة منتخب تحت 20 عامًا بولين هاميل للمباريات الدولية الأولى للفريق ضد موريتانيا.

## إحصائيات المهنة

### نادي
آخر تحديث 31 January 2025. 
| نادي                  | موسم                  | الدوري                | الدوري    | الدوري  | كأس اتحاد جنوب آسيا للسيدات | كأس اتحاد جنوب آسيا للسيدات | آسيا      | آسيا    | آخر       | آخر     | المجموع   | المجموع |
| نادي                  | موسم                  | قسم                   | التطبيقات | الأهداف | التطبيقات                   | الأهداف                     | التطبيقات | الأهداف | التطبيقات | الأهداف | التطبيقات | الأهداف |
| --------------------- | --------------------- | --------------------- | --------- | ------- | --------------------------- | --------------------------- | --------- | ------- | --------- | ------- | --------- | ------- |
| الاهلي                | 2022–23               | سوبل                  | 13        | 1       | —                           | —                           | —         | —       | —         | —       | 13        | 1       |
| الاهلي                | 2023–24               | سوبل                  | 10        | 1       | 3                           | 0                           | —         | —       | —         | —       | 13        | 1       |
| الاهلي                | 2024–25               | سوبل                  | 13        | 5       | 2                           | 0                           | —         | —       | —         | —       | 15        | 5       |
| مجموع المسيرة المهنية | مجموع المسيرة المهنية | مجموع المسيرة المهنية | 36        | 7       | 5                           | 0                           | —         | —       | —         | —       | 41        | 7       |

## ملحوظات
1. ↑  In this name that follows Arab naming customs, the given name is Fadwa, the patronymic is Abdullah (father's name), Abdulmohsen (grandfather's name), and the family name is Khaled.

## روابط خارجية
- Fadwa Khaled at Soccerzz
- Fadwa Khaled at Sofascore